# 蒂莫·萊切特
蒂莫·萊切特（荷蘭語：Timo Letschert；1993年5月25日—），荷蘭足球運動員，司職中後衛。

## 俱樂部生涯
萊切特1993年5月25日出生於荷蘭的皮爾默倫德，阿賈克斯青年隊出身。
8月3日，意甲球隊薩索洛足球俱樂部正式宣佈，從荷甲球隊烏德勒支買下後衛萊切特。
意甲薩索洛足球俱樂部官方宣佈，球隊已經正式將後衛萊切特出售給了德乙球隊漢堡。

## 外部連結
- 蒂莫·莱切特 （页面存档备份，存于）在Voetbal中的国家队档案 （荷蘭語）
- 足球数据库：蒂莫·萊切特的球员统计数据
- Soccerway資料庫：蒂莫·萊切特